# カリンガ国

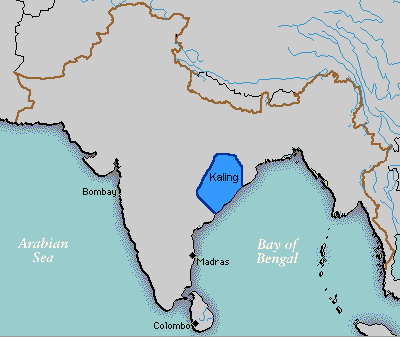
紀元前265年頃のカリンガ国

カリンガ国（オリヤー語 କଳିଂଗ）は、インドの中東部に位置した古代の国で、おおよそ現在のオリッサ州およびアーンドラ・プラデーシュ州北部を含む地域である。ダーモーダル川からゴーダーヴァリ川にかけての肥沃な平野を含んでいる。カリンガ国と、マガダ国マウリヤ朝のアショーカ王との戦争である、紀元前265年のカリンガ戦争の舞台である。

## チェーティ朝
カリンガ国は、マガダ国と覇権を巡って争う大国であったが、ついにカリンガ戦争によってアショーカ王に征服され、マウリヤ朝に服属する。しかし、マウリヤ朝の支配力が弱体化すると再び独立し、チェーティ朝が成立した。
カリンガ国チェーティ朝のカーラヴェーラ王（オリヤー語 ଖାରେବଳ、サンスクリット語 खारवेल、Khāravela：紀元前209年？〜170年頃？）は、カリンガ国王としてもっとも著名な王であり、ジャイナ教徒で、インド東部へのジャイナ教の普及を積極的に図った。首都であったブヴァネーシュヴァルの碑文には、マガダ国のラージャグリハまでも攻撃し、インド・グリーク朝のデメトリオス2世は戦争を避けてマトゥラーまで退却している。この頃のカリンガ国は強大な海洋王国であり、スリランカやミャンマー、タイ、ベトナムなどの東南アジアと、海路による交易が盛んであった。スリランカ、ミャンマー、インドネシアには、カリンガ人の集住区も存在していた。マレーシアでは現在でも、インド人のことを「カリング」と呼ぶ。

## ジャフナ王国
スリランカ北部のジャフナを拠点として13世紀に建国されたジャフナ王国（タミル語 யாழ்ப்பாண அரசு：1215年〜1619年）は、カリンガ・マーガ王の軍勢により建てられたが、カリンガ国から渡海したと称して、その由来をカリンガ国に求めていた。

## 言語
カリンガ文字は、ブラーフミー文字から派生したもので、カリンガ国において用いられていた。この文字は、ドラヴィダ語族の言語の一種を表記するために使われていたと考えられ、したがってカリンガ国においては、ドラヴィダ語族の言語の勢力が強かった可能性がある。この文字は後にさらに変形して、ブラーフミー系文字と融合して11世紀頃にオリヤー文字となり、現在に至る。

## 文献中のカリンガ国
- カリンガ国は、叙事詩『マハーバーラタ』の中にも登場する。カリンガ国王シュルターユは、カウラヴァ百王子側に味方してバラタ大戦争に参戦した。
- メガステネースが著したインドに関する書にも、カリンガ国（Calingae）が紹介されている。そこでは、マガダ国とともに、カリンガ国はジャイナ教がもっとも栄えている王国とされている。
- タミル古代文学のサンガム文学においては、「カリンガ」（கலிங்கம்）とは結婚式などで着る上質な綿織物を指しており、カリンガ国において生産された綿織物が高級品として珍重されていたことを窺わせる。